# Alard Maliszewski
Alard Krzysztof Maliszewski OFM (ur. 28 listopada 1968 w Warszawie) – polski zakonnik, filozof, kapłan franciszkanin, minister prowincjalny Prowincji św. Jadwigi Zakonu Braci Mniejszych we Wrocławiu (od 2022).
Do Prowincji św. Jadwigi Zakonu Braci Mniejszych wstąpił w 1988, studia filozoficzno-teologiczne odbył w Wyższym Seminarium Duchownym w Kłodzku, a święcenia prezbiteratu przyjął 3 czerwca 1995 w Górze św. Anny.
Po święceniach pracował m.in. w Grafrath (Niemcy), Marienweiher (Niemcy), Wrocławiu, Kłodzku, Falconara Marittima (Włochy).
Wybrany na ministra prowincjalnego 20 kwietnia 2022 w Górze św. Anny.